# Aleksandr Aleksandrovič Aljab'ev
Aleksandr Aleksandrovič Aljab'ev (in russo Александр Александрович Алябьев?; Tobol'sk, 15 agosto 1787 – Mosca, 6 marzo 1851) è stato un compositore russo.

## Biografia
Nato in una famiglia agiata, apprese molto giovane la musica. Fine conoscitore delle musiche russe orientali e caucasiche, compose sette opere, più di 200 romanze, balletti, vaudeville e diverse melodie. Celebre la sua romanza Soloveï (usignolo), da una poesia di Anton Delvig.
Combatté da ufficiale durante le guerre napoleoniche, guadagnando due medaglie. Nel 1825 fu arrestato, perché sospettato di omicidio, e deportato in Siberia nel 1828. Liberato nel 1843, passò il resto della sua vita a Mosca.